# Tereska Torrès
Tereska Torrès (ur. 3 września 1920 w Paryżu, zm. 20 września 2012 tamże) – francuska pisarka pochodzenia żydowskiego, córka rzeźbiarza Marka Szwarca i pisarki Giny Szwarc.
Autorka 14 książek, w tym:
- The Converts (1970) – wspomnień o jej dzieciństwie oraz młodości
- Une Française Libre (2000) – dziennika z czasów wojny, zwłaszcza okresu uczestnictwa w Siłach Wolnych Francuzów w Londynie
- Le Choix: mémoires à trois voix (2002) – Pamiętnik na trzy głosy (2004, przekład: Wawrzyniec Brzozowski) – wspomnień o przejściu jej rodziców na katolicyzm.